# Voo Laoag International Airlines 585
O Voo Laoag International Airlines 585 era um voo regular operado pela Laoag International Airlines de Manila para Laoag, nas Filipinas. Em 11 de novembro de 2002, um Fokker F27 Friendship caiu na Baía de Manila logo após a decolagem do Aeroporto Internacional Ninoy Aquino. Dos 34 passageiros e tripulantes a bordo, 15 sobreviveram.

## Decolagem e queda
O voo 585 decolou do Aeroporto Internacional Ninoy Aquino pouco depois das 6h, horário local. Quase imediatamente, os motores do avião começaram a falhar. A tripulação decidiu retornar ao aeroporto, mas quando se tornou uma opção inviável, os pilotos optaram em tentar um pouso na água, na baía de Manila. O Fokker F-27 então se desintegrou e afundou com o impacto na água. A Guarda Costeira Filipina e pescadores locais rapidamente se deslocaram ao local, mas 19 passageiros e tripulantes morreram.
O piloto, copiloto do voo 585 e o bispo católico Jose Paala Salazar estava entre os sobreviventes.

## Investigação
O proprietário da Laoag International Airlines, Paul Ng, afirmou a sabotagem como causa do acidente, mas retirou sua declaração logo em seguida. Um mês após o acidente, Ng e o mecânico chefe da companhias aérea foram presos pelas autoridades de imigração filipinas e acusados de trabalhar sem ter uma licença adequada.
Em 10 de janeiro de 2003, foi anunciado que o erro do piloto foi a causa do acidente. Os dois pilotos sobreviventes do avião, o capitão Bernie Crisostomo e o primeiro oficial Joseph Gardiner, não perceberam que as válvulas de combustível estavam fechadas. O secretário do Departamento de Transportes, Leandro Mendoza, atribuiu a culpa fatal do piloto aos principais oficiais da Laoag International Airlines.

Cinco meses depois que a investigação foi concluída, uma comissão especial do Senado deu início a procedimentos para revogar a franquia da Laoag International Airlines no congresso.